# Songhais

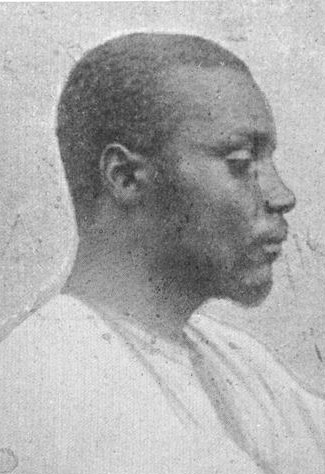
Tipus songhai de Gao

Els songhais, songhays, sonrais o sonrhaïs són un poble africà occidental que parla la llengua songhai, que fou la llengua franca de l'Imperi Songhai que dominava el Sahel africà als segles XV i XVI. Els songhais viuen principalment al Mali i Níger i no són una ètnia, sinó una sèrie de pobles de llengua comuna; el seu nom deriva de la casta dominant a l'Imperi Songhai. Avui dia, els parlants de la llengua l'han adoptat com a nom ètnic al Mali, però altres grups que parlen la llengua s'identifiquen com altres ètnies: zama o djerma, isawaghen i d'altres. El dialecte de koyraboro senni que es parla a Gao no pot ser comprès pels parlants del dialecte zarma del Níger i sembla que n'hi hauria dues grans varietats dialectals, la septentrional i la meridional. Encara que la llengua és classificada, generalment, en el grup nilosaharià aquesta qualificació és controvertida.